# A King Kong díjai és jelölései
Ez a szócikk a 2005-ben bemutatott, Peter Jackson rendezésében készült King Kong című film díjainak és jelöléseinek listáját tartalmazza.
| Díj                                               | Kategória                                                                        | Jelölt(ek)                                                                                      | Eredmény |
| ------------------------------------------------- | -------------------------------------------------------------------------------- | ----------------------------------------------------------------------------------------------- | -------- |
| Oscar-díj                                         | legjobb hangkeverés                                                              | Christopher Boyes, Michael Semanick, Michael Hedges és Hammond Peek                             | Elnyerte |
| Oscar-díj                                         | legjobb hangvágás                                                                | Mike Hopkins és Ethan Van der Ryn                                                               | Elnyerte |
| Oscar-díj                                         | legjobb vizuális effektusok                                                      | Joe Letteri, Brian Van’t Hu, Christian Rivers és Richard Taylor                                 | Elnyerte |
| Oscar-díj                                         | legjobb látványtervezés                                                          | Grant Major, Dan Hennah és Simon Bright                                                         | Jelölve  |
| Golden Globe-díj                                  | legjobb filmrendező                                                              | Peter Jackson                                                                                   | Jelölve  |
| Golden Globe-díj                                  | legjobb eredeti filmzene                                                         | James Newton Howard                                                                             | Jelölve  |
| BAFTA-díj                                         | legjobb vizuális effektusok                                                      | Joe Letteri, Christian Rivers, Brian Van’t Hul és Richard Taylor                                | Elnyerte |
| BAFTA-díj                                         | legjobb hang                                                                     | Hammond Peek, Christopher Boyes, Mike Hopkins és Ethan Van Der Ryn                              | Jelölve  |
| BAFTA-díj                                         | legjobb díszlet                                                                  | Grant Major                                                                                     | Jelölve  |
| AFI Awards                                        | Az év filmje                                                                     | King Kong                                                                                       | Elnyerte |
| ASCAP Film and Television Music Awards            | Top Box Office Films                                                             | James Newton Howard                                                                             | Elnyerte |
| Szaturnusz-díj                                    | legjobb színésznő                                                                | Naomi Watts                                                                                     | Elnyerte |
| Szaturnusz-díj                                    | legjobb rendező                                                                  | Peter Jackson                                                                                   | Elnyerte |
| Szaturnusz-díj                                    | legjobb vizuális effektusok                                                      | Joe Letteri, Richard Taylor, Christian Rivers és Brian Van’t Hul                                | Elnyerte |
| Szaturnusz-díj                                    | legjobb fantasy film                                                             | King Kong                                                                                       | Jelölve  |
| Szaturnusz-díj                                    | legjobb smink                                                                    | Richard Taylor, Gino Acevedo, Dominie Till és Peter King                                        | Jelölve  |
| Szaturnusz-díj                                    | legjobb jelmez                                                                   | Terry Ryan                                                                                      | Jelölve  |
| Szaturnusz-díj                                    | legjobb forgatókönyv                                                             | Peter Jackson, Fran Walsh és Philippa Boyens                                                    | Jelölve  |
| American Society of Cinematographers              | legjobb operatőr                                                                 | Andrew Lesnie                                                                                   | Jelölve  |
| Art Directors Guild Awards                        | legjobb látványtervezés                                                          | Grant Major                                                                                     | Jelölve  |
| Australian Film Institute Awards                  | legjobb színésznő                                                                | Naomi Watts                                                                                     | Jelölve  |
| Chicago Film Critics Association Awards           | legjobb film                                                                     | King Kong                                                                                       | Jelölve  |
| Chicago Film Critics Association Awards           | legjobb színésznő                                                                | Naomi Watts                                                                                     | Jelölve  |
| Chicago Film Critics Association Awards           | legjobb operatőr                                                                 | Andrew Lesnie                                                                                   | Jelölve  |
| Chicago Film Critics Association Awards           | legjobb rendező                                                                  | Peter Jackson                                                                                   | Jelölve  |
| Chicago Film Critics Association Awards           | legjobb eredeti filmzene                                                         | James Newton Howard                                                                             | Jelölve  |
| Empire Awards                                     | legjobb film                                                                     | King Kong                                                                                       | Elnyerte |
| Empire Awards                                     | legjobb színész                                                                  | Andy Serkis                                                                                     | Jelölve  |
| Empire Awards                                     | legjobb színésznő                                                                | Naomi Watts                                                                                     | Jelölve  |
| Empire Awards                                     | legjobb rendező                                                                  | Peter Jackson                                                                                   | Jelölve  |
| Empire Awards                                     | legjobb sci-fi/fantasy                                                           | King Kong                                                                                       | Jelölve  |
| Las Vegas Film Critics Society Awards             | legjobb díszet                                                                   | Dan Hennah és Simon Bright                                                                      | Elnyerte |
| Las Vegas Film Critics Society Awards             | legjobb operatőr                                                                 | Andrew Lesnie                                                                                   | Elnyerte |
| Las Vegas Film Critics Society Awards             | legjobb jelmez                                                                   | Terry Ryan                                                                                      | Elnyerte |
| Las Vegas Film Critics Society Awards             | legjobb vágás                                                                    | Jamie Selkirk                                                                                   | Elnyerte |
| Las Vegas Film Critics Society Awards             | legjobb vizuális effektusok                                                      | Joe Letteri, Richard Taylor, Christian Rivers és Brian Van’t Hul                                | Elnyerte |
| London Critics Circle Film Awards                 | Az Év Színésznője                                                                | Naomi Watts                                                                                     | Elnyerte |
| London Critics Circle Film Awards                 | Az Év Rendezője                                                                  | Peter Jackson                                                                                   | Jelölve  |
| London Critics Circle Film Awards                 | Az Év Filmje                                                                     | King Kong                                                                                       | Jelölve  |
| MTV Movie Awards                                  | legjobb film                                                                     | King Kong                                                                                       | Jelölve  |
| MTV Movie Awards                                  | legjobb küzdelmi jelenet                                                         | King Kong vs. repülők                                                                           | Jelölve  |
| Golden Reel Awards (Motion Picture Sound Editors) | legjobb hangvágás – külföldi film                                                | King Kong                                                                                       | Jelölve  |
| Golden Reel Awards (Motion Picture Sound Editors) | legjobb hangvágás - zene                                                         | King Kong                                                                                       | Jelölve  |
| Online Film Critics Society Awards                | legjobb színésznő                                                                | Naomi Watts                                                                                     | Jelölve  |
| Online Film Critics Society Awards                | legjobb rendező                                                                  | Peter Jackson                                                                                   | Jelölve  |
| Online Film Critics Society Awards                | legjobb eredeti filmzene                                                         | James Newton Howard                                                                             | Jelölve  |
| Phoenix Film Critics Society Awards               | legjobb díszlet                                                                  | Grant Major                                                                                     | Elnyerte |
| Phoenix Film Critics Society Awards               | legjobb vizuális effektusok                                                      | King Kong                                                                                       | Elnyerte |
| San Diego Film Critics Society Awards             | legjobb film                                                                     | King Kong                                                                                       | Elnyerte |
| Toronto Film Critics Association Awards           | speciális díj King Kong életre keltéséért                                        | Andy Serkis                                                                                     | Elnyerte |
| Utah Film Critics Awards                          | legjobb férfi mellékszereplő                                                     | Andy Serkis                                                                                     | Elnyerte |
| Vancouver Film Critics Circle Awards              | legjobb női főszereplő                                                           | Naomi Watts                                                                                     | Jelölve  |
| Visual Effects Society Awards                     | Outstanding Visual Effects in an Effects Driven Motion Picture                   | Joe Letteri, Eileen Moran, Christian Rivers és Eric Saindon                                     | Elnyerte |
| Visual Effects Society Awards                     | Outstanding Performance by an Animated Character in a Live Action Motion Picture | Kong megalkotásáért: Andy Serkis, Christian Rivers, Atsushi Sato és Guy Williams                | Elnyerte |
| Visual Effects Society Awards                     | Outstanding Created Environment in a Live Action Motion Picture                  | hajnali küzdelem New York felett: Dan Lemmon, R. Christopher White, Matt Aitken és Charles Tait | Elnyerte |
| Visual Effects Society Awards                     | Outstanding Compositing in a Motion Picture                                      | Kong vs. T-Rex: Erik Winquist, Michael Pangrazio, Steve Cronin és Suzanne Jandu                 | Jelölve  |
| World Soundtrack Awards                           | Az Év Legjobb Eredeti Filmzenéje                                                 | James Newton Howard                                                                             | Jelölve  |
| World Soundtrack Awards                           | Az Év Filmzeneszerzője                                                           | James Newton Howard                                                                             | Jelölve  |